# Pterostylis angusta
Pterostylis angusta är en orkidéart som beskrevs av Alexander Segger George. Pterostylis angusta ingår i släktet Pterostylis och familjen orkidéer. Inga underarter finns listade i Catalogue of Life.